# معركة ساراغارهي
كانت معركة ساراغارهي معركة الوقفة الأخيرة التي وقعت قبل حملة تيرا بين الراج البريطاني ورجال القبائل الأفغانية. في 12 سبتمبر 1897، يقدر عددهم بنحو 12000 – شوهد 24000 من رجال قبائل أوراكزاي وأفريدي بالقرب من جوجرا، في سامانا سوك، وحول ساراغارهي، مما أدى إلى قطع حصن جوليستان من حصن لوكهارت. هاجم الأفغان البؤرة الاستيطانية لساراغارهي حيث احتشد الآلاف منهم وحاصروا الحصن، استعدادًا للاعتداء عليه. بقيادة هافيلدار إيشار سينغ، رفض 21 جنديًا في الحصن - وجميعهم من السيخ - واستعادت كتيبة هندية بريطانية أخرى هذا الموقع بعد يومين.
تم منح جميع الجنود الـ 21 الذين شاركوا في المعركة بعد وفاتهم وسام الاستحقاق الهندي، والذي كان أعلى جائزة شجاعة يمكن أن يحصل عليها جندي هندي في ذلك الوقت. تحتفل الكتيبة الرابعة التابعة للجيش الهندي  بذكرى المعركة كل عام في 12 سبتمبر، باعتباره يوم ساراغارهي.

## خلفية
كانت ساراغارهي قرية صغيرة في منطقة كوهات الحدودية الواقعة على سلسلة جبال سامانا في باكستان الحالية. في 20 أبريل 1894، تم إنشاء السيخ السادس والثلاثين للجيش الهندي البريطاني تحت قيادة العقيد جيه كوك،  المكونة بالكامل من جات السيخ. في أغسطس 1897، تم إرسال خمس شركات من السيخ السادس والثلاثين تحت قيادة المقدم جون هوتون إلى الحدود الشمالية الغربية للهند البريطانية (حاليًا خيبر باختونخوا) وتمركزت في سامانا هيلز، كوراغ، سانغار، ساهتوب دهار، وساراغارهي.
نجح البريطانيون جزئيًا في السيطرة على هذه المنطقة المضطربة، لكن قبائل البشتون استمرت في مهاجمة الأفراد البريطانيين من وقت لآخر. وهكذا، تم توحيد سلسلة من الحصون، التي بناها في الأصل رانجيت سينغ، حاكم إمبراطورية السيخ. اثنان من الحصون هما حصن لوكهارت (على سلسلة جبال سامانا في جبال هندو كوش)، وحصن غوليستان (سلسلة سليمان)، الواقعة على بعد أميال قليلة. يقع Fort Lockhart في33°33′22″N 70°55′08″E / 33.5562°N 70.9188°E. نظرًا لعدم ظهور الحصون لبعضها البعض، تم إنشاء ساراغارهي في منتصف الطريق، كموقع اتصال هيليوجرافيك. يتألف موقع ساراغارهي، الواقع على سلسلة من التلال الصخرية، من منزل صغير به أسوار مثقوبة وبرج إشارات.
بدأت انتفاضة عامة من قبل الأفغان هناك في عام 1897، وبين 27 أغسطس و 11 سبتمبر، تم إحباط العديد من الجهود النشطة من قبل البشتون للاستيلاء على الحصون من قبل السيخ السادس والثلاثين. في عام 1897، زادت الأنشطة المتمردة والعدائية، وفي 3 و 9 سبتمبر، هاجم رجال قبائل أفريدي المتحالفون مع الأفغان حصن جولستان. تم صد الهجومين، وعزز عمود إغاثة من فورت لوكهارت، في رحلة العودة، مفرزة الإشارات المتمركزة في ساراغارهي، مما زاد قوتها إلى ثلاثة ضباط صف وثمانية عشر رتبة أخرى (ORs).

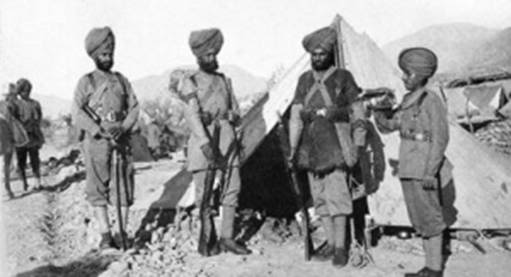
جنود السيخ، حوالي 1890م

### أسلحة
كانت الأسلحة التي قدمتها واستخدمتها القوات الهندية من جيل أقدم مقارنة بالأسلحة الصغيرة التي تم إصدارها للقوات البريطانية. تم القيام بذلك عن قصد بعد التمرد الهندي عام 1857 لمنع أي تمرد وانتفاضات أخرى من الخروج عن السيطرة. استخدم الأفغان النسخة الأصلية ونسخة من بنادق مارتيني هنري. تم نسخ مارتيني-هنري على نطاق واسع بواسطة صانعي الأسلحة في مقاطعة الحدود الشمالية الغربية. كان كبار المصنعين هم آدم خيل أفريدي، الذي عاش حول ممر خيبر. حصل صانعو الأسلحة في ممر خيبر لأول مرة على أمثلة لأسلحة الخدمة البريطانية المختلفة خلال الحملات العسكرية البريطانية في القرن التاسع عشر في الحدود الشمالية الغربية، والتي استخدموها لعمل نسخ.

## ما بعد المعركة
بعد تدمير ساراغارهي، حول الأفغان انتباههم إلى حصن جولستان، لكنهم تأخروا لفترة طويلة، ووصلت التعزيزات إلى هناك في ليلة 13-14 سبتمبر، قبل أن يتم الاستيلاء على الحصن. اعترف البشتون لاحقًا بأنهم فقدوا حوالي 180 قتيلًا  والعديد من الجرحى  أثناء الاشتباك مع 21 جنديًا من السيخ. يقال إن حوالي 600 جثة  شوهدت حول الموقع المدمر عند وصول مجموعة الإغاثة (ومع ذلك، تم استعادة الحصن، في 14 سبتمبر، باستخدام نيران المدفعية المكثفة،  والتي ربما تسببت في حدوث بعض اصابات). بعد أن استعادها البريطانيون، تم استخدام طوب ساراغارهي المحترق لعمل مسلة لهؤلاء المقاتلين. قام البريطانيون أيضًا ببناء الجوردواراس في أمريتسار وفيروزيبور لهم. بلغ إجمالي عدد الضحايا في الحملة بأكملها، بما في ذلك معركة ساراغارهي، حوالي 4800.

## ذكرى

### قرص تذكاري
وجاء في نقش اللوح التذكاري ما يلي: 

### وسام الاستحقاق
كان الضباط والجنود السيخ البالغ عددهم 21 الذين لقوا حتفهم في معركة ساراجارهي من منطقة ماجا في البنجاب وحصلوا بعد وفاتهم على وسام الاستحقاق الهندي، في ذلك الوقت أعلى جائزة شجاعة يمكن أن يحصل عليها جندي هندي. كانت جائزة الشجاعة المقابلة هي صليب فيكتوريا. الجائزة تعادل اليوم بارام فير شقرا التي منحها رئيس الهند. 

## ذكرى وميراث

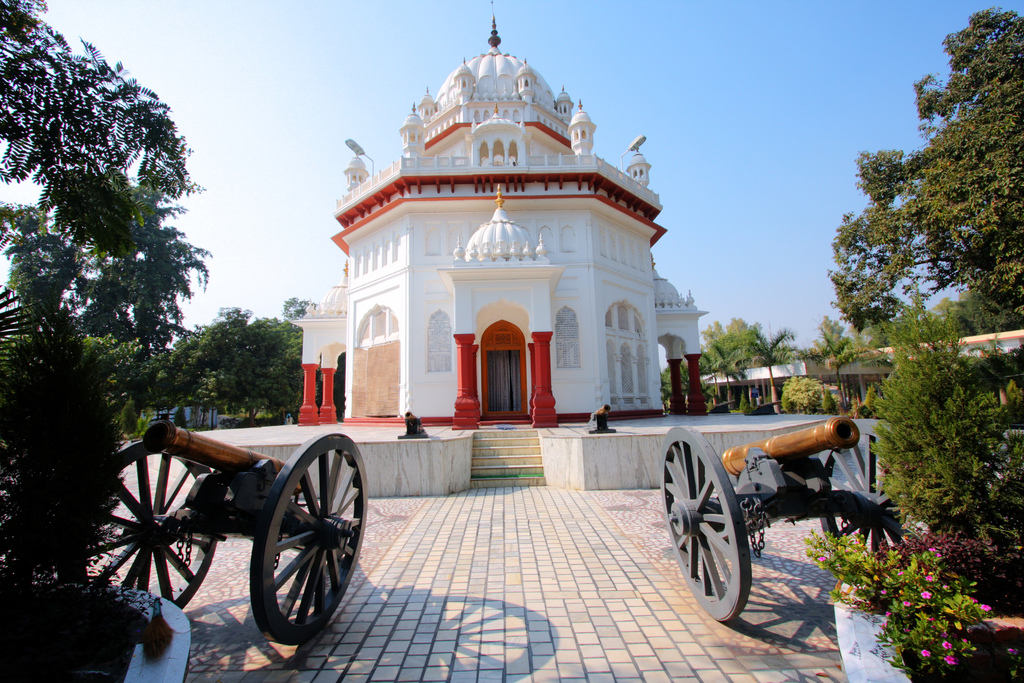
غوردوارا النصب التذكاري ساراغارهي، بني عام 1904

أصبحت المعركة رمزًا للحضارة العسكرية الشرقية والتاريخ العسكري للإمبراطورية البريطانية وتاريخ السيخ. يواصل فوج السيخ الحديث التابع للجيش الهندي إحياء ذكرى معركة ساراغارهي في 12 سبتمبر من كل عام باعتباره يوم تكريم معركة الفوج.
لإحياء ذكرى الرجال، بنى البريطانيون اثنين من ساراغارهي غوردوارا: أحدهما في أمريتسار، قريب جدًا من المدخل الرئيسي للمعبد الذهبي، والآخر في كانتون فيروزبور، في المنطقة التي ينحدر منها معظم الرجال.
القصيدة الملحمية «خالصة بهادور» تخليدا لذكرى السيخ الذين ماتوا في ساراغارهي.

### في المدارس الهندية
كانت القوات المسلحة الهندية، ولا سيما الجيش الهندي، تضغط من أجل تدريس المعركة في مدارس الهند. إنهم يرغبون في أن تدرس البطولة التي أظهرها الجنود الهنود كمصدر إلهام للأطفال. في عام 1999، طُبعت مقالات مختلفة حول هذا الموضوع في صحيفة تريبيون، وهي أقدم صحيفة في البنجاب، مثل: «يتم تدريس العمل العسكري في ساراجارهي للطلاب في جميع أنحاء العالم وخاصة للطلاب في فرنسا». على الرغم من عدم وجود دليل على هذا الادعاء (على سبيل المثال، ليس في مناهج المدارس الوطنية الفرنسية)،  كانت الأخبار كافية لإثارة الجدل السياسي، وقد تم تدريس المعركة في المدارس في البنجاب منذ عام 2000:

### يوم ساراغارهي
يوم ساراغارهي هو يوم إحياء ذكرى عسكرية للسيخ يتم الاحتفال به في 12 سبتمبر من كل عام لإحياء ذكرى معركة ساراغارهي. يحتفل العسكريون والمدنيون السيخ بذكرى المعركة في جميع أنحاء العالم كل عام في 12 سبتمبر. تحتفل جميع وحدات فوج السيخ بيوم ساراغاري كل عام باعتباره يوم تكريم معركة الفوج.

#### يوم ساراغارهي في المملكة المتحدة
ألقى فيسكونت سليم أول خطاب عام مسجل عن ساراغارهي في عام 2001 عندما ألقى محاضرة صور الشجاعة السنوية في متحف الحرب الإمبراطوري. وقد استضاف هذا الصندوق المئوي للمهراجا دوليب سينغ. في مايو 2002، افتتح الأمير تشارلز (الملك المستقبلي تشارلز الثالث) معرض Jawans to Generals الذي تضمن قسمًا عن ساراغارهي. طاف المعرض بنجاح في المملكة المتحدة وشاهده أكثر من 100.000 زائر.
تم تقديم ساراغارهي مرة أخرى إلى المملكة المتحدة من قبل الكاتب والمخرج جاي سينغ سوهال والجيش البريطاني مع إطلاق كتاب ساراغارهي: المعركة المنسية في عام 2013 في الكلية القديمة، أكاديمية ساندهيرست العسكرية الملكية. ومنذ ذلك الحين، تم الاحتفال به كل عام في يوم شرف المعركة من قبل القوات المسلحة البريطانية. في عام 2014، تم الاحتفال أيضًا في ساندهيرست في غرفة الجيش الهندي التذكارية. في عام 2015، أقيمت في متحف شركة المدفعية المحترمة في لندن،  حيث كان من المقرر أيضًا عقدها في عام 2016.
أشاد العديد من كبار الوزراء وجنرالات القوات المسلحة بخدمة السيخ من خلال ذكر قصة ساراغارهي. في أبريل 2016، ذكر وزير الدفاع مايكل فالون النائب كحدث خاص في فيساكي في وزارة الدفاع. في يونيو 2016، فعل رئيس الأركان العامة السير نيك كارتر الشيء نفسه في عشاء خاص لجمعية السيخ البريطانية.
في نوفمبر 2020، وافق مجلس مدينة ولفرهامبتون على خطط لإقامة 10 قدم تمثال من البرونز طويل القامة لإحياء ذكرى المعركة خارج جورو ناناك جوردوارا في أربعاء. تم الكشف عن تمثال هافيلدار إيشار سينغ، الذي تم دفع ثمنه من خلال تبرعات من مجتمع السيخ المحلي بقيمة إجمالية قدرها 100000 جنيه إسترليني،  تم الكشف عنه في 12 سبتمبر 2021.

## في الثقافة الشعبية
في سبتمبر 2017، تم عرض فيلم ساراغارهي: القصة الحقيقية، وهو فيلم وثائقي من إخراج الصحفي والمخرج البريطاني جاي سينغ سوهال، في مشتل النصب التذكاري الوطني في ستافوردشاير للاحتفال بالذكرى الـ 120 للمعركة الحدودية الملحمية.
مسلسل تلفزيوني، 21 Sarfarosh - Saragarhi 1897 تم بثه على Discovery Jeet من 12 فبراير 2018 إلى 11 مايو 2018، بطولة موهيت راينا، موكول ديف، وبالراج سينغ خيرة.
كيساري (2019) هو فيلم من إخراج أنوراغ سينغ، وبطولة أكشاي كومار،  وحقق أكثر من 100  روبية في جميع أنحاء العالم في عطلة نهاية الأسبوع الافتتاحية خلال مهرجان هولي. تم الإعلان عن فيلمين آخرين من بوليوود يعتمدان على المعركة قبل كيساري:
- أبناء سردار: معركة ساراغارهي . في يوليو 2016، شارك أجاي ديفجان ملصقًا للفيلم، وهو تكملة لـ أبناء سردار.[32] في أغسطس 2017، صرح ديفجان: «نحن نعمل على البرنامج النصي ولكن هذا لن يحدث لمدة عامين آخرين بسبب حجم المشروع».[33]
- معركة ساراغارهي . في أغسطس 2016، شارك رانديب هودا النظرة الأولى على صفحته على تويتر.[34] هذا الفيلم من إخراج راجكومار سانتوشي، وبطولة هودا، فيكرامجيت فيرك، [35] وداني دينزونغبا.[36] تم تأجيل الفيلم بعد إطلاق سراح كساري.[37]

وبخصوص التكهنات حول العديد من الأفلام التي تدور حول المعركة، قال هودا: «هذا جيد لأنه كان هناك 21 بطلاً من السيخ في تلك المعركة وكل واحد منهم يستحق أن يصنع فيلمًا عنهم. لذلك في الواقع يجب أن يكون هناك 21 فيلمًا تم إنتاجها.» 

## أنظر أيضا
- معركة تيرموبيلاي
- معركة بوراندار
- معركة بافان خيند
- حملة تيرة
- قائمة المدرجات الأخيرة